# Raposa (Almeirim)
Raposa ist eine Gemeinde (Freguesia) im portugiesischen Kreis Almeirim mit 497 Einwohnern (Stand 19. April 2021).